# L'Ouest-Éclair
L'Ouest-Éclair a fost un cotidian regional francez, publicat din 1899 până în 1944 la Rennes (Ille-et-Vilaine) și difuzat în toată zona de vest a Franței (Bretania, Normandia, Anjou, Maine și Poitou).
El a fost fondat de doi bretoni, animați de o profundă credință creștină și de idei republicane și sociale: abatele Félix Trochu, un preot din Ille-et-Vilaine, și Emmanuel Desgrées du Loû, un avocat originar din Vannes și instalat la Brest.
L'Ouest-Éclair este predecesorul ziarului Ouest-France, care l-a înlocuit după Eliberarea Franței.

## Istoric

### 1899 - Democrație, justiție socială
Primul număr, tipărite în 1.800 de exemplare, a apărut la 2 august 1899, cu scurt timp înainte ca procesul de revizuire a hotărârii judecătorești în cazul lui Alfred Dreyfus să aibă loc în Rennes.
Doi bretoni, Emmanuel Desgrées du Loû și abatele Félix Trochu, un „abbé démocrate” rău văzut de episcopie, au decis la sfârșitul secolului al XIX-lea să fondeze un ziar care să se adreseze locuitorilor din vestul Franței și să-i îndemne să se adune în jurul Republicii, să acționeze în cadrul sistemului politic astfel încât să se asigure coerența și sustenabilitatea acțiunii sociale căreia i s-au dedicat. Cotidianul a avut o orientare creștin-democrată.
Acest lucru nu este evident pentru toată lumea într-un moment când abia avusese loc atașamentul Bisericii față de ideea republicană, iar visele Restaurației populau nopțile multor catolici bretoni. Bretania apărea încă, mai ales în partea sa rurală, ca un fief al dreptei catolice conservatoare, al unei societăți tradiționaliste dominate de un cler intrensigent și de o aristocrație monarhistă.
Emmanuel Desgrées du Loû și abatele Trochu erau foarte atașați de provincia lor. Ei au constatat slaba dezvoltare a industriei, depopularea mediului rural și starea economică precară a muncitorilor și țăranilor. 
L'Ouest-Éclair s-a născut dintr-o dublă dorință de democrație și justiție socială. Ziarul era considerat mediul de propagare al unei idei, având informația ca finalitate; banii nu sunt decât un mijloc.

### Primul Război Mondial și perioada interbelică
Lansat în momentul Afacerii Dreyfus, L'Ouest-Éclair s-a dezvoltat în următoarele decenii marcate de furtuni. Banii au rămas puțini în următorii ani; nu s-au plătit dividende acționarilor, printre care erau și câțiva clerici, înainte de 1911. Marele Război a cauzat ziarului probleme organizatorice, dar tirajul a crescut. Oponenții politici au sprijinit presa concurentă, printre care s-a aflat ziarul Le Nouvelliste de Bretagne, fondat în 1901. Polemicile care au opus ziarul L'Ouest-Eclair și pe abatele Trochu, pe de o parte, cu acel cotidian și cu directorul lui, Eugène Delahaye, susținuți de episcopatul breton până în 1928 împotriva Action française și a Partidului Democrat Popular, pe care L'Ouest-Éclair l-a susținut material: abatele Trochu l-a sprijinit, François Desgrées du Loû, directorul politic al revistei, a fost vicepreședinte al partidului, Paul Simon (politician, 1886-1956), care l-a înlocuit până în 1940, a fost unul dintre fondatorii PDP, Louis-Alfred Pagès, directorul redacției pariziene a ziarului din 1922 până în 1939, a fost un militant al acestui partid creștin-democrat.
Începând din 1928, relațiile s-au înrăutățit între abatele Trochu, administrator și co-manager al cotidianului, și ceilalți directori ai ziarului, care l-au acuzat că vrea să urmeze o linie politică prea de stânga. Abatele a fost izolat de către consiliul de supraveghere în iunie-iulie 1930.
Ziarul a sfârșit prin a se impune. În anul în care s-a sărbătorit a 25-a aniversare tirajul ziarului a ajuns la 250.000 de exemplare.
În 1932, actuala zonă de vest a Franței (Basse-Normandie, Bretagne și Pays de la Loire) a fost complet acoperită. L'Ouest-Éclair a devenit primul cotidian regional al Franței.

### Perioada celui de-al Doilea Război Mondial
În 1940, în timpul celui de-al Doilea Război Mondial, Armata Franceză a părăsit orașul Rennes, unde s-au instalat trupe de ocupație. Ziarul a continuat să apară  sub controlul cenzorilor militari, după ce avusese loc o dezbatere în cadrul redacției cu privire la poziția ce trebuia adoptată. Motivul principal al deciziei de continuare a apariției l-a constituit faptul că 800 de familii trăiau de pe urma ziarului.
Doi oameni au respins acest compromis: Paul Hutin-Desgrées a demisionat din postul de secretar general; François Desgrées du Lou, jurnalist la L'Ouest-Éclair, fiul lui Emmanuel, a procedat în mod similar. În ochii lor, cenzura de orice fel împiedica ziarul să-și atingă obiectivul de a fi o sursă de informații independentă, onestă și de încredere.
Ultimul număr a apărut la 1 august 1944, cu puțin timp înainte de eliberare orașului Rennes de către americani pe 4 august. Apariția ziarului L'Ouest-Éclair a fost interzisă pe motiv de colaboraționism cu inamicul.
Directorul său Pierre Artur și redactor-șef Henry Jan au fost arestați pe 28 septembrie 1944; alți jurnaliști au fost, de asemenea, trimiși în judecată. Henry Jan nu a fost trimis în judecată. Pierre Artur, Jean des Cognets, director politic, și André Cochinal, autor a numeroase articole colaboraționiste sub pseudonimul Jacques Favières, au fost judecați în februarie 1946 de Curtea de justiție din Rennes, sub acuzația de participare la „o întreprindere de natură a favoriza manevrele inamicului și propaganda sa împotriva Franței și aliaților ei”. Pierre Artur a fost achitat de principala acuzație că a pus în pericol securitatea statului, dar cu toate acestea a fost condamnat la zece ani de degradare națională. Jean de Cognets și André Cochinal au fost condamnați la doi ani de închisoare și la degradare națională pe viață. Compania La Presse régionale de l'Ouest a fost desființată și jumătate din bunurile ei au fost confiscate.
Ouest-France a preluat mijloacele de producție ale ziarului L'Ouest-Éclair în august 1944, cu o conducere reînnoită: Paul Hutin-Desgrées, asistat de cumnatul lui, François Desgrées du Loû, fiul fondatorului ziarului L'Ouest-Éclair.

## Responsabili
Între 1899 și 1930 principalii conducători ai ziarului L'Ouest-Éclair au fost fondatorii săi, abatele Félix Trochu și Emmanuel Desgrées du Loû.
După plecarea abatelui Trochu (în 1930) și moartea lui Emmanuel Desgrées du Loû (1933), revista a fost condusă de :
- 1933-1940: Peter Artur (administrator), Jean des Cognets (președinte al consiliului de supraveghere) și Paul Simon (director politic)
- 1940-1944: Peter Artur (administrator) și Jean des Cognets (președinte al consiliului de supraveghere)

### Redactori-șefi
- Henri Teitgen
- Athanase Moreux
- Henry Jan